# Luis Orozco
Luis Alberto „Chuleta” Orozco Peñuelas (ur. 1 marca 1984 w Los Mochis) – meksykański piłkarz występujący na pozycji napastnika, trener piłkarski, od 2025 roku prowadzi kostarykański Pérez Zeledón.
Jest starszym bratem Javiera Orozco, także piłkarza.

## Kariera klubowa
Orozco jest wychowankiem zespołu Cruz Azul z siedzibą w stołecznym mieście Meksyk. W meksykańskiej Primera División zadebiutował za kadencji szkoleniowca Enrique Mezy – 16 marca 2003 w wygranym 2:0 spotkaniu z Pumas UNAM. Nie potrafił sobie jednak wywalczyć miejsca w podstawowym składzie i regularnie występował w drugoligowych rezerwach Cruz Azul, Oaxaca i Hidalgo. 21 października 2006 strzelił swojego pierwszego gola w najwyższej klasie rozgrywkowej – w wygranej 2:0 konfrontacji z Veracruz.
Wiosenne rozgrywki Clausura 2008 Orozco spędził na wypożyczeniu w Monarcas Morelia, w którego barwach wystąpił jedenaście razy w Primera División. Podczas sezonu 2008/2009 grał w drużynie filialnej Morelii o nazwie Mérida FC, gdzie wywalczył mistrzostwo drugiej ligi w rozgrywkach Clausura i był czołowym strzelcem zespołu, jednak nie zaowocowało to awansem do najwyższej klasy rozgrywkowej. Latem 2009 na zasadzie rocznego wypożyczenia zasilił Club León, także występującego w Liga de Ascenso, dochodząc z nim do finału drugoligowych rozgrywek w sezonie Bicentenario 2010.
W letnim okienku transferowym 2010 Orozco przeszedł do Club Tijuana z drugiej ligi, z którą rok później wywalczył pierwszą w historii klubu promocję do Primera División. W pierwszej lidze zagrał jednak w barwach Tijuany jedynie dwa razy i wiosną 2012 podpisał kontrakt z występującym szczebel niżej La Piedad.
| Sezon     | Klub             | Kraj   | Rozgrywki        | Mecze | Bramki |
| --------- | ---------------- | ------ | ---------------- | ----- | ------ |
| 2002/2003 | Cruz Azul        | Meksyk | Primera División | 1     | 0      |
| 2003/2004 | Cruz Azul        | Meksyk | Primera División | 3     | 0      |
| 2004/2005 | Cruz Azul        | Meksyk | Primera División | 0     | 0      |
| 2005/2006 | Cruz Azul        | Meksyk | Primera División | 4     | 0      |
| 2006/2007 | Cruz Azul        | Meksyk | Primera División | 14    | 1      |
| 2007/2008 | Cruz Azul        | Meksyk | Primera División | 6     | 0      |
| 2007/2008 | Monarcas Morelia | Meksyk | Primera División | 11    | 0      |
| 2008/2009 | Mérida FC        | Meksyk | Liga de Ascenso  | 42    | 16     |
| 2009/2010 | Club León        | Meksyk | Liga de Ascenso  | 34    | 15     |
| 2010/2011 | Club Tijuana     | Meksyk | Liga de Ascenso  | 42    | 6      |
| 2011/2012 | Club Tijuana     | Meksyk | Primera División | 2     | 0      |
| 2011/2012 | CF La Piedad     | Meksyk | Liga de Ascenso  |       |        |